# 比爾 (科澤列齊區)
51°8′7″N 30°38′27″E / 51.13528°N 30.64083°E
比爾（烏克蘭語：Бір），是烏克蘭北部的村莊，隸屬切爾尼希夫州的切爾尼希夫區。該村始建於1700年，面積0.19平方公里，海拔高度105米，2024年人口3，人口密度每平方公里205.41人。